# Fosfocolina
La fosfocolina es un compuesto químico intermedio en la síntesis de fosfatidilcolina en los tejidos. La fosfocolina es elaborada en una reacción catalizada por la colina quinasa, la cual convierte ATP + Colina en fosfocolina y ADP. La fosfocolina, por ejemplo, se encuentra en la lecitina.
Es también utilizada por los nematodos y la placenta humana para suprimir la respuesta inmune de sus huéspedes.  Es uno de los componentes naturales de los huevos de gallina (y muchos otros huevos), siendo usado a menudo en estudios biomiméticos de membrana. Es una de las moléculas blanco, a las que se une la proteína C reactiva (PCR). Esto sucede cuando respuesta a la lesión celular, uniéndose la PCR a la fosfocolina para iniciar el reconocimiento y la respuesta inmunológica por medio de la fagocitosis.